# Birte Weggerby
Birte Weggerby er en dansk dokumentarfilm fra 1959 instrueret af Kristian Begtorp.

## Handling
Keramiker Birte Weggerby (1927-1982) arbejder i sit værksted med fremstillingen af en stor krukke med skulpturel fremtoning. Fra den våde lerklump vokser krukken gennem drejning og modellering for senere at blive dekoreret - hun blander farver, påfører glasuren, ridser og færdiggør arbejdet - så krukken kan brændes.

## Medvirkende
- Birte Weggerby